# Kanton Ouzouer-sur-Loire
Kanton Ouzouer-sur-Loire (francouzsky Canton d'Ouzouer-sur-Loire) je francouzský kanton v departementu Loiret v regionu Centre-Val de Loire. Tvoří ho šest obcí.

## Obce kantonu
- Bonnée
- Les Bordes
- Bray-en-Val
- Dampierre-en-Burly
- Ouzouer-sur-Loire
- Saint-Benoît-sur-Loire